# بوناتية سنانية الأوراق
بوناتية سنانية الأوراق (الاسم العلمي: Bonnetia lanceifolia) هي نوع من النباتات تتبع جنس البوناتية من فصيلة البوناتية.